# استاندارد بین‌المللی شناسه نام

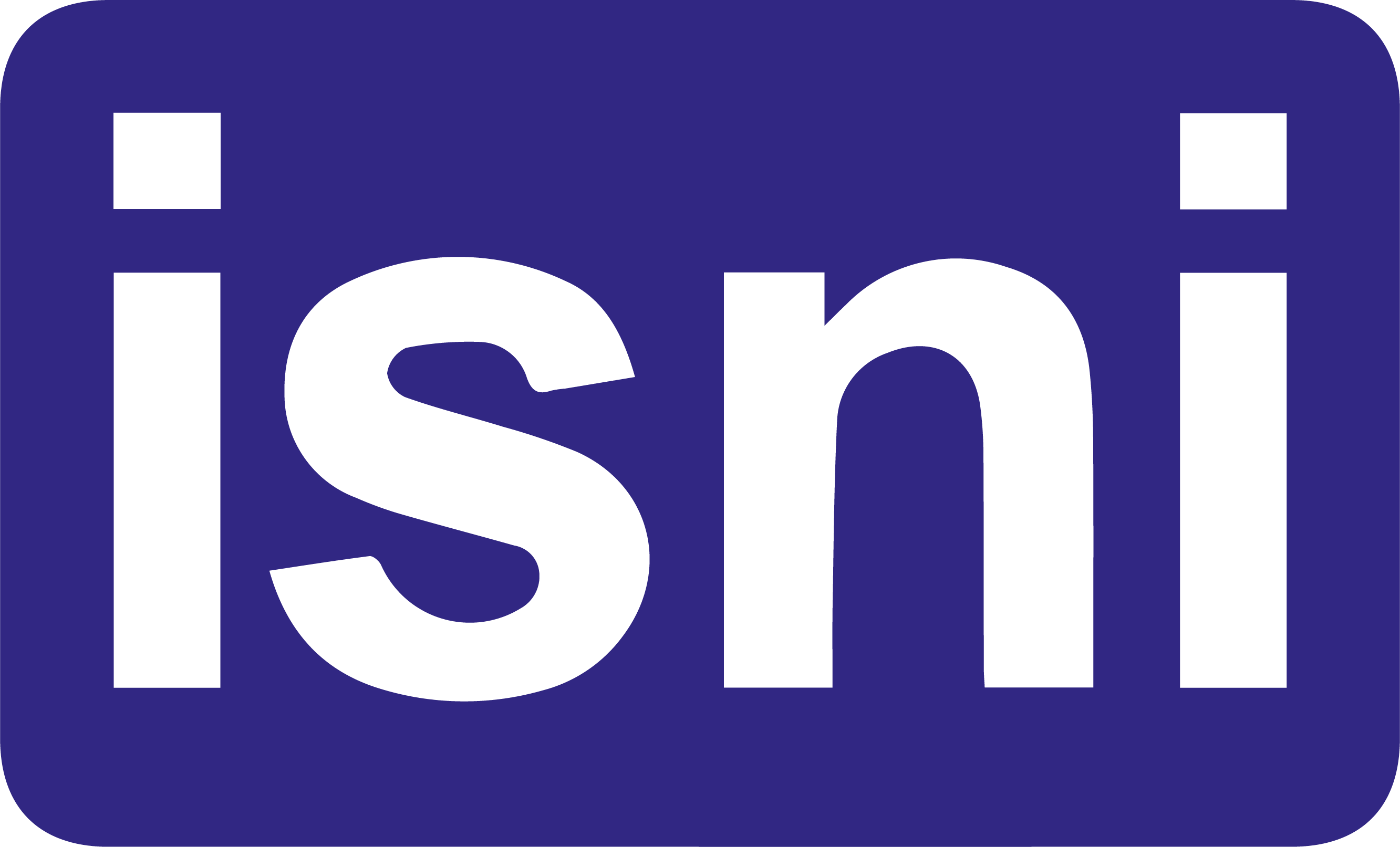
استاندارد بین‌المللی شناسه نام

استاندارد بین‌المللی شناسهٔ نام (به انگلیسی: International Standard Name Identifier) به‌اختصار ISNI، یک روش نامگذاری خالق یا تولیدکنندگان رسانه‌ها، مانند کتاب، برنامه‌های تلویزیونی، روزنامه‌ها، مقاله‌ها و موارد مشابه است که شامل ۱۶ بخش عددی است که به چهار بلوک یا گروه تقسیم می‌شوند.
این استاندارد زیرنظر سازمان استاندارد جهانی (ایزو) (به انگلیسی: International Organization for Standardization) (به‌اختصار: ISO) تنظیم می‌شود که آخرین نسخه در استاندارد ۲۷۷۲۹ نشر ۱۵-۰۳-۲۰۱۲ ارائه شده‌است.
برای ثبت نام و اخذ این استاندارد باید به دفاتر مرتبط با تخصص خود مراجعه کنید، این اطلاعات در پایگاه https://isni.org/page/isn-registratio-agencies/%5Bپیوند+مرده%5D قابل دسترس هستند.

#### نمایندگی مربوط به اخذ این شناسه برای مراکز علمی
نمایندگی ISNI برای موسسات و سازمان‌ها و مراکز علمی در انگلستان قرار داد. نام این آژانس Ringgold است و خدماتی علاوه بر تخصیص این شناسه نیز ارائه می‌دهد.
آدرس پایگاه این نمایندگی https://www.ringgold.com/ می‌باشد.
آدرس اینترنتی نمایندگی های مرتبط با تخصص‌های دیگر در پایگاه https://isni.org/ درج شده است.